# Lista das regiões de Paulínia
Esta lista contempla os bairros e regiões de Paulínia. Paulínia é oficialmente dividida em regiões desde 2012, quando foi promulgada a Lei 3.265 de 1º de março de 2012.
| Sub-Regiões   | Sub-Regiões | Sub-Regiões |
| ------------- | --- | --- |
| Zona          | Bairros | Loteamentos |
| Zona Noroeste | Alto de Pinheiros, Bela Vista, Dona Edith de Campos Fávero, Jardim Planalto, João Aranha, Saltinho, São Domingos, São Luiz | Alto do Mirante, Jardim Amélia Duarte Quintal, Jardim Ibirapuera, Jardim Fontanário, Jardim Leonor, Jardim Olinda, Marieta Dian, Paraíso Tropical (Pá Tropi), São José, Solar da Liberdade, Vila Nunes |
| Zona Nordeste | Boa Esperança (parte), Bonfim, Cascata (Região da Replan), Recanto dos Pássaros | Distrito Industrial |
| Zona Central  | Jardim dos Calegaris, Jardim Fortaleza, Jardim de Itapoã, Jardim Vista Alegre, Nova Paulínia, Santa Cecília | Boa Esperança (parte), Jardim Pompeia, Jardim São Bento, Jardim São Francisco, Parque Irmãos Pedroso, Vila Angelina, Vila Ferramola (Beira Rio), Vila Irene                                            |
| Zona Oeste    | Belneário Tropical, Belvedere do Lago, Jardim Flamboiã, Jardim Harmonia, Jardim Ipê, Nova Veneza, Parque Bom Retiro, Parque da Represa, São Bento, Vila Bressane, Vila José Paulino Nogueira, Vila Monte Alegre, Vila Presidente Médice | Jardim Cabreúva, Jardim Primavera, Parque dos Servidores, Recanto Feliz, Recanto Santa Catarina, Serra Azul, Tereza Zorzetto Vedovello (Cooperlotes)                                                   |
| Zona Sul      | Jardim América, Morumbi, Parque Brasil 500, Parque da Figueira, Santa Terezinha (parte) | Jardim Europa, Jardim Pari, Recanto do Lago, Vila Bento Luciano Fiorini |
| Zona Sudeste  | Betel, Boa Esperança (parte), Santa Terezinha (parte) | Alvorada Parque, Floresta, Jardim Okinawa, Lanza, Parque das Indústrias, Parque Rural Santa Genebra |